# 王伟中
王伟中（1962年3月—），男，山西朔州人，中华人民共和国政治人物。清华大学水利工程系水资源工程专业毕业，水利电力部水利水电科学研究院水资源研究所工程水文及水资源专业硕士研究生学位，清华大学公共管理学院管理科学与工程专业在职研究生管理学博士。现任中共廣東省委副书记、广东省人民政府党组书记、省长。是中国共产党第十九届中央候补委员、中央委员；第二十届中央委员。

## 生平

### 早年
王伟中1979年自朔县一中（今朔州市朔城区第一中学校）考入清华大学，是朔县（今朔州市朔城区）第一位考入清华大学的学生。1983年10月加入中国共产党。1984年9月从清华大学水利工程系毕业，1987年4月从水利电力部水利水电科学研究院硕士研究生毕业，进入水电部全国水资源办公室、水利部水资源司工作。

### 科技部
1991年8月，任国家科委社会发展科技司资源环境处主任科员。1992年5月，任国家科委社会发展科技司综合资源处副处长。1994年8月，任国家科委社会发展科技司生态环境处处长。1998年7月，任中国21世纪议程管理中心和科学技术部生命科学技术发展中心代主任、主任。2006年3月，任科学技术部科研条件与财务司司长。2010年4月，任科学技术部副部长。

### 山西省
2014年9月，任中共山西省委常委、省委秘书长。2015年9月，兼任山西省直工委书记。2016年10月，兼任中共太原市委書記，11月不再兼任中共山西省委秘书长。

### 广东省
2017年4月，任中共廣東省委常委、中共深圳市委書記。2017年10月，中国共产党第十九次全国代表大会上当选中国共产党第十九届中央委员会候补委员。2018年12月，升任中共广东省委副书记。
2021年12月，任广东省人民政府党组书记、代省长，晋升正部级。2022年1月22日，当选广东省人民政府省长。2022年4月，不再兼任中共深圳市委书记职务。2022年10月，在中共十九届七中全会上被递补为中央委员。在数日后的二十大上，继续当选中央委员。